# Nastja Antonewitch
Nastja Antonewitch (russisch Анастасия Андреевна Антоневич; * 13. Oktober 1989 in Moskau) ist eine ehemalige russisch-deutsche Handballspielerin. Die 1,73 m große Rechtshänderin galt als Allrounderin und konnte auf allen Rückraum-Positionen sowie auf Linksaußen eingesetzt werden. 

## Karriere
Nastja Antonewitch begann mit elf Jahren bei der TSG Emmerthal mit dem Handballspiel und spielte zunächst in der Jungenmannschaft. Später wechselte sie zur HSG Blomberg-Lippe. Im Finale um die Deutsche A-Jugend Meisterschaft 2006 warf sie 13 Tore (davon drei per Siebenmeter), konnte aber die 30:32-Rückspielniederlage gegen den TV Lützellinden nicht verhindern. Mit der HSG schaffte sie 2005/06 den Aufstieg in die Bundesliga. 2009 ging sie zum Bundesliga-Aufsteiger SVG Celle, mit dem sie 2009/10 wieder absteigen musste. 2010/11 gelang ihr als Meister der direkte Wiederaufstieg. Nachdem sie 2011/12 erneut den Gang in die Zweitklassigkeit antreten musste, unterschrieb sie beim Aufsteiger TuS Metzingen einen Einjahresvertrag. In der Saison 2013/14 lief sie für den Bundesligisten SG BBM Bietigheim auf. Zur Saison 2014/15 unterschrieb sie beim Drittligisten HSG Pforzheim. Ab dem Sommer 2016 lief sie für den 1. FSV Mainz 05 auf. Nach der Saison 2016/17 beendete Antonewitch aus gesundheitlichen Gründen ihre Karriere.

## Privates
Nastja Antonewitch studiert Erziehungswissenschaft an der Universität Tübingen. Sie stammt aus einer Sportlerfamilie, die 1993 nach Deutschland kam. Ihr Vater Andrej war mit Russland Handball-Weltmeister 1993, ihre Mutter Marina war russische Weitsprung-Meisterin. Ihr jüngerer Bruder Artjom spielt ebenfalls Handball.